# Kubanisch-russische Beziehungen
Die Kubanisch-russischen Beziehungen sind das zwischenstaatliche Verhältnis zwischen Kuba und Russland. Nach vorher eher unregelmäßigen Beziehungen wurden Kuba und die Sowjetunion Anfang der 1960er Jahre Verbündete, wobei die Stationierung sowjetischer Mittelstreckenraketen 1962 zur Kubakrise führte. Bis zum Zerfall der Sowjetunion blieb die UdSSR für Kuba der mit Abstand wichtigste politische und wirtschaftliche Partner. Die 1990er Jahre führten zu einem Niedergang der kubanisch-russischen Kontakte, bevor die Beziehungen in den 2000er Jahren unter dem Einfluss von Wladimir Putin wieder eine Renaissance erlebten. So gehörte Havanna in jüngerer Zeit wieder zu den engsten geopolitischen Verbündeten Moskaus.

## Geschichte

### Vorgeschichte
Offizielle diplomatische Kontakte zwischen Kuba und Russland wurden erstmals 1902 aufgenommen. In den folgenden Jahrzehnten wurden die Beziehungen jedoch mehrfach unterbrochen. So beendete Kuba nach der Russischen Revolution 1917 die Beziehungen zur neu entstandenen Sowjetmacht und nahm erst 1943, während des Zweiten Weltkriegs, wieder Kontakt zur UdSSR auf. Das pro-amerikanische Batista-Regime brach 1952 die diplomatischen Beziehungen zu Moskau erneut ab. Insgesamt blieben die russisch-kubanischen Kontakte vor 1959 begrenzt, da Kuba bis zur Revolution stark im Einflussbereich der USA stand. Dennoch gab es einige kulturelle Berührungspunkte: So verfasste der kubanische Nationalheld José Martí schon im 19. Jahrhundert Essays über russische Autoren, und es existierten Berichte über russische Freiwillige, die im kubanischen Unabhängigkeitskrieg mitkämpften. In der ersten Hälfte des 20. Jahrhunderts fand vereinzelt kultureller Austausch statt – etwa besuchte 1915 die berühmte russische Ballerina Anna Pawlowa Kuba, und 1927 trat der russische Schachweltmeister Alexander Aljechin in Havanna gegen den Kubaner José Raúl Capablanca an.

### Kubanisch-sowjetische Allianz
Die kubanische Revolution 1960 gegen das Batista-Regime wurde in Moskau kaum registriert und die Sowjets sahen Kuba weiterhin fest in der Einflusssphäre der Amerikaner. Moskau konsultierte lokale Kommunisten, um Informationen über Fidel Castro zu erhalten (der zu diesem Zeitpunkt noch kein Kommunist war), die ihnen berichteten, Castro sei ein „Großbürgerlicher“ und würde für die CIA arbeiten. Fidel Castros neue Regierung rückte – nach anfänglich heterogener ideologischer Ausrichtung – jedoch rasch in Konflikt mit den USA, insbesondere nachdem die Revolutionäre US-Eigentum verstaatlicht hatten, was zu einer Annäherung an Moskau führte. Bereits am 4. Februar 1960 unterzeichneten beide Länder ein erstes Handelsabkommen. Im Mai 1960 nahmen Kuba und die UdSSR offizielle diplomatische Beziehungen wieder auf. Washington reagierte mit einem Handelsembargo, stellte den Import von kubanischem Zucker ein und stoppte Öllieferungen nach Kuba. Moskau sprang daraufhin ein, verpflichtete sich zum Kauf großer Mengen kubanischen Zuckers und schickte sowjetische Tanker mit Erdöl nach Kuba.
Nach der gescheiterten Invasion in der Schweinebucht (ein von den USA unterstützter Plan zur Absetzung Castros), verkündete Fidel Castro die Umwandlung Kubas in einen sozialistischen Staat und begann sich von nun an als Marxist-Leninist zu bezeichnen. Die Stationierung sowjetischer Mittelstreckenraketen auf Kuba führte im Jahr 1962 zur Kubakrise, einer Konfrontation zwischen den Supermächten, die die Welt an den Rand eines Atomkriegs brachte. Die Sowjets entschlossen sich schließlich ihre Mittelstreckenraketen von Kuba abzuziehen, im Gegenzug für den Abzug amerikanischer Raketen aus der Türkei. Castro reagierte darauf wütend und ließ im Land antisowjetische Demonstrationen durchführen, da er sich im Stich gelassen fühlte, blieb jedoch in der Folgezeit auf die Sowjets als Verbündete angewiesen. Castro hatte sich gegenüber der Sowjetführung für einen atomaren Erstschlag gegen die USA ausgesprochen.
In den 1960er bis 1980er Jahren war Kuba nahezu vollständig von sowjetischer Unterstützung abhängig. Die UdSSR gewährte umfangreiche Wirtschaftshilfe, lieferte Öl unter Weltmarktpreis und kaufte kubanischen Zucker zu Vorzugsbedingungen. Darüber hinaus erhielt Kuba Kredite in Milliardenhöhe und militärische Ausrüstung aus der Sowjetunion. Im Gegenzug stellte sich Havanna außenpolitisch meist an die Seite Moskaus und entsandte z. B. Truppen nach Afrika (etwa nach Angola) in gemeinsamer Sache. Zwischen 1959 und 1991 lieferte die Sowjetunion insgesamt rund 170 Millionen Tonnen Erdöl, große Mengen Getreide sowie hunderttausende Fahrzeuge und Maschinen an Kuba. Trotz dieser engen Allianz gab es gegen Ende der Sowjetzeit auch Differenzen: So signalisierte Moskau Havanna 1983 intern, dass es Kuba im Fall eines Angriffs der USA nicht militärisch verteidigen würde.  Unter Michail Gorbatschow fuhr die Sowjetunion ihre Subsidien allmählich zurück und seine Öffnungspolitik wurde in Kuba von Castro abgelehnt. Im April 1989 bereiste Gorbatschow Kuba als zweiter sowjetischer Staatschef, der Lateinamerika besuchte, um Castro von seinem Modell zu überzeugen. Der Besuch hatte jedoch nur noch symbolische Bedeutung, da Castro das sowjetisch-kubanische Bündnis 24 Stunden vor dem Besuch für nichtig erklärt hatte.

### Kubanisch-russische Beziehungen nach 1990

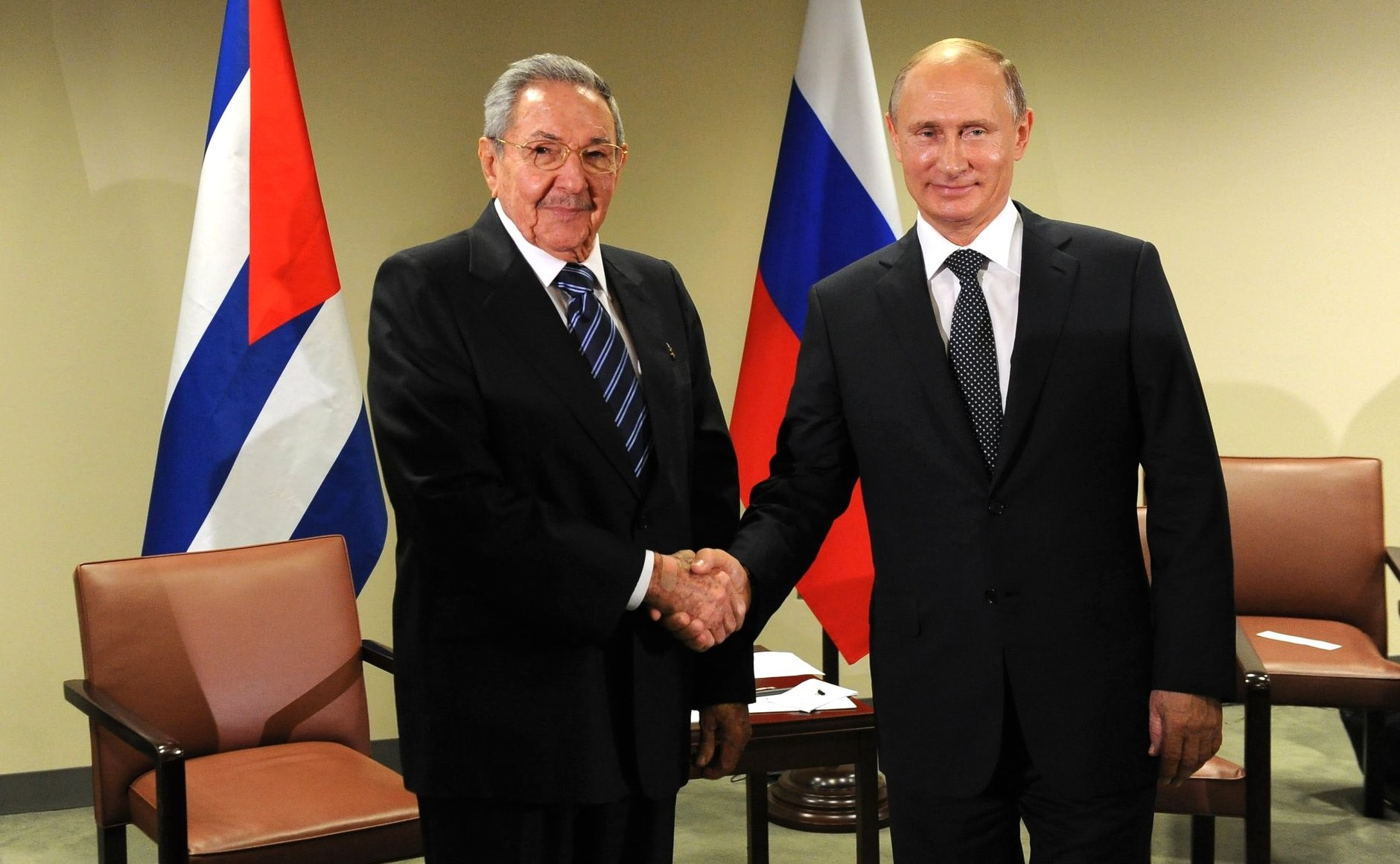
Raúl Castro und Wladimir Putin (2015)

Der Zusammenbruch der Sowjetunion stürzte Kuba in eine schwere Krise. Die traditionellen Wirtschaftsbeziehungen brachen fast vollständig weg: Das Handelsvolumen zwischen Russland und Kuba schrumpfte Anfang der 1990er Jahre um über 70 %. Unter Boris Jelzin wurde den Beziehungen zu alten Verbündeten wie Kuba wenig Priorität beigemessen und er unterstützte sogar die kubanische Opposition. In der zweiten Hälfte der 1990er regte sich in Moskau auch Kritik daran, Kuba völlig zu vernachlässigen. Die russische Duma appellierte 1994 an die Regierung, das faktische Wirtschaftsembargo gegen den ehemaligen Verbündeten zu beenden, und verurteilte gleichzeitig das anhaltende US-Embargo gegen Kuba. Erst nach dem Amtsantritt Wladimir Putins im Jahr 2000 erlebten die russisch-kubanischen Beziehungen eine deutliche Belebung. Putin besuchte Kuba im Jahr 2000 und stellte einen ersten Kredit über 50 Millionen US-Dollar bereit, was symbolisch den Neubeginn des hochrangigen Dialogs markierte. Im Gegenzug unterstützte Kuba die Position Russlands im russisch-georgischen Krieg 2008 nachdrücklich.
2009 unterzeichnete der russische Vizepremier Igor Setschin in Havanna mehrere Verträge über Öl- und Gaserkundung vor der kubanischen Küste. 2014 setzte Russland ein politisches Ausrufezeichen, indem Präsident Putin 90 % der aus Sowjetzeiten stammenden kubanischen Schulden in Höhe von rund 32 Milliarden US-Dollar erließ. Zuvor hatte Kuba die russische Annexion der Krim diplomatisch anerkannt. Im Mai 2017 begann Russland wieder mit Erdöllieferungen an Kuba, um Lieferausfälle aus Venezuela zu kompensieren. Die alte Zusammenarbeit aus dem Kalten Krieg wurde auch in anderen Bereichen wieder aufgenommen. Etwa in den Bereichen Energie, Landwirtschaft und Verkehr. Während der russischen Invasion in der Ukraine im Jahr 2022 machte die kubanische Regierung die Vereinigten Staaten für die Krise in der Ukraine verantwortlich und unterstützte Russlands Recht auf „Selbstverteidigung“ gegen die NATO-Erweiterung, befürwortete jedoch nicht die Invasion und erklärte, der Konflikt müsse auf diplomatischem Wege gelöst werden. Bei einem Staatsbesuch von Miguel Díaz-Canel in Russland im November 2022 kritisierte dieser die Sanktionen gegen Russland und weihte eine Statue von Fidel Castro in Moskau ein. Im September 2023 kam heraus, dass Russland versucht hatte, in Kuba Söldner für seinen Krieg in der Ukraine zu rekrutieren.

## Wirtschaftsbeziehungen
Während des Kalten Krieges war die Sowjetunion Kubas mit Abstand wichtigster Wirtschaftspartner. Moskau unterstützte den sozialistischen Inselstaat mit umfangreichen Öl-Lieferungen, Krediten und Absatzgarantien für kubanischen Zucker. Diese Sowjetzuwendungen ermöglichten Kuba über Jahrzehnte das wirtschaftliche Überleben trotz des US-Embargos. Nach dem Zerfall der UdSSR 1991 brachen die wirtschaftlichen Verbindungen jedoch fast vollständig ab. In Kuba begann die „Sonderperiode“ wirtschaftlicher Entbehrungen, mit Energieknappheit und Versorgungskrisen, welche die schwierigen 1990er Jahre kennzeichneten. Der russisch-kubanische Handel sank von neun Milliarden US-Dollar (1990) auf 700 Millionen Dollar (1993) und lag 2007 bei 285 Millionen US-Dollar, was jedoch wieder eine Steigerung zu einigen Jahren zuvor war.
Unter Wladimir Putin kam es zu einem neuen Aufschwung der Wirtschaftsbeziehungen und Russland begann sich wieder in den Bereichen Energie, Landwirtschaft, Bergbau, Verkehr, Industrie und Tourismus auf der Insel zu engagieren. In den 2010er Jahren vereinbarten beide Länder umfangreiche Investitionsprojekte im Wert mehrerer Milliarden US-Dollar, unter anderem zur Erneuerung der kubanischen Infrastruktur (z. B. zur Modernisierung der maroden kubanischen Eisenbahn). 2023 besuchten knapp 185.000 russische Touristen Kuba, die eine wichtige Einnahmequelle darstellten.

## Kulturbeziehungen

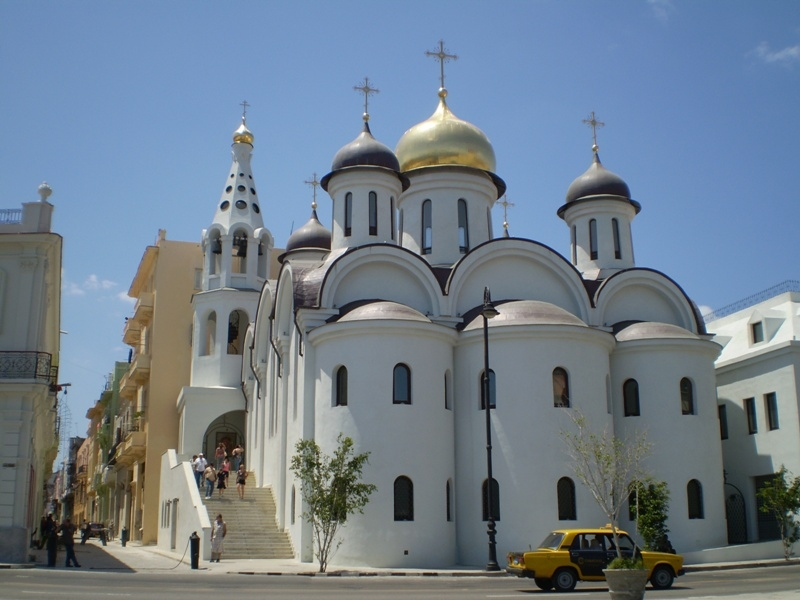
Russisch-orthodoxe Kirche in Havanna

Kulturelle und gesellschaftliche Kontakte zwischen Kuba und Russland haben eine lange Geschichte. Kubanische Intellektuelle interessierten sich für russische Literatur, und russische Künstler gastierten in Havanna. Während der Sowjetzeit waren die kulturellen Verbindungen besonders intensiv. Zahlreiche kubanische Studenten erhielten Ausbildungsplätze in der UdSSR, und Russisch wurde zeitweise als Fremdsprache in kubanischen Schulen weit verbreitet unterrichtet. Gleichzeitig gewannen russische Künste und Medien in Kuba an Popularität – von klassischer Literatur bis zu Zeichentrickfilmen. In vielen kubanischen Familien der Generation der 1970er- und 1980er-Jahre sind Russischkenntnisse oder sogar russische Abstammung (durch binationalen Ehen) keine Seltenheit. Nach 1991 ebbte der kulturelle Austausch zunächst stark ab, erlebte jedoch im neuen Jahrtausend eine Wiederbelebung. So wurde in Havanna mit Unterstützung beider Regierungen eine russisch-orthodoxe Kathedrale errichtet (2008 geweiht), die als sichtbares Symbol der erneuerten Freundschaft dient. Russische Touristen besuchen gerne Kuba, was zu einer Erneuerung der Russischkenntnisse unter der Bevölkerung beigetragen hat. Auch auf anderen Ebenen nehmen kulturelle Kontakte wieder zu: Russische Filmwochen und Konzerte finden in Kuba regelmäßig Anklang und kubanische Künstler treten in Russland auf.

## Diplomatie
- Kuba hat eine Botschaft in Moskau.
- Russland hat eine Botschaft in Havanna.

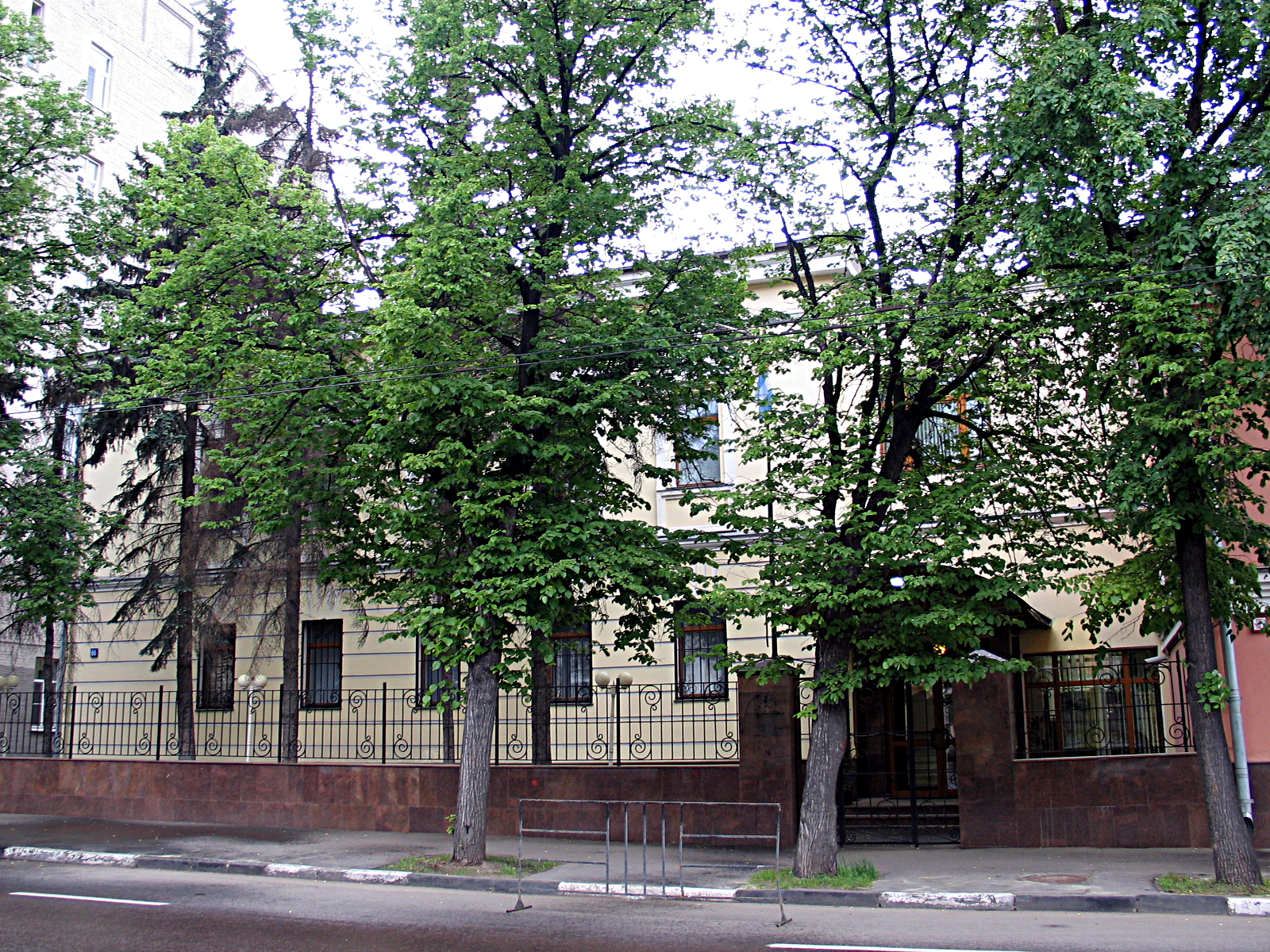
Kubanische Botschaft in Moskau
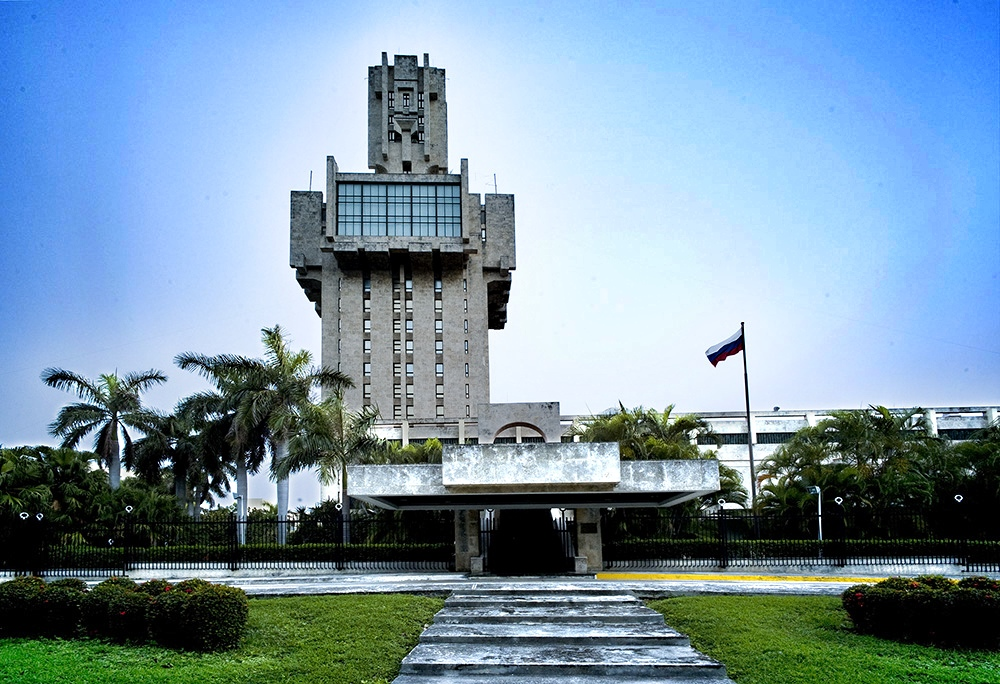
Russische Botschaft in Havanna